# György Zala
György Zala, né le 19 janvier 1969 à Budapest, est un céiste hongrois pratiquant la course en ligne.

## Palmarès

### Jeux olympiques
- Médaille de bronze aux Jeux olympiques de 1992 à Barcelone en C-1 1 000 m.
- Médaille de bronze aux Jeux olympiques d'été de 1996 à Atlanta en C-1 1 000 m[1].